# 吉川洋一郎
吉川 洋一郎（よしかわ よういちろう、1957年10月8日 - ）は日本の作曲家、編曲家、映像プロデューサー。

## 概要
香川県坂出市生まれ。香川大学教育学部附属坂出小学校・同中学校を経て、香川県立丸亀高等学校卒業。 筑波大学在学中より舞踏グループ「山海塾」の活動に参加し、ワールドツアーをスタート。以来40年以上、山海塾全作品の音楽制作にかかわる。NHK特集『地球大紀行』などの報道スペシャル番組、NHKテレビアニメシリーズの音楽も制作。

## 略歴
3歳からピアノを始める。幼少期、自宅には電動蓄音器や手回し蓄音器があった。これは、移民としてアメリカに渡った曾祖父、勘五郎が持ち帰ったもの。
小学校・中学校時代、ピアノレッスン用のテープレコーダーに夢中になり、ピアノやギターを弾き、録音することを趣味とした。高校の頃から作曲を始め、音楽の道を志すようになる。
筑波大学在籍時、山海塾主催の天児牛大と出会い、初期の作品『金柑少年』の舞台にピアノトリオグループで共演する。1986年以後は加古隆、YAS-KAZらと山海塾作品の音楽を担当。2年に一度のペースで、パリ市立劇場プロデュースによる新作を発表。
『遥か彼方からの—ひびき』は2002年、ローレンス・オリヴィエ賞Best New Dance Production受賞。『時のなかの時—とき』は第6回（2006年度）朝日舞台芸術賞グランプリ受賞。
2006年から、山海塾舞台作品の映像プロデュースも手掛け、多岐にわたるジャンルでアーティスト活動を行っている。
代表作はNHK特集『地球大紀行』（1987年）の音楽。「The Miracle Planet on Strings」は1993年（1992年度）JASRAC賞・国際賞を受賞している。
1984年から1993年の9年間は戸川純率いるロックバンド、ヤプーズでキーボード、編曲を担当。『ヤプーズ計画』他のアルバムに参加。
その他、各種アミューズメントパークの館内音楽やテレビ番組・CMのBGMを制作。
プロデュース、曲提供としては、プリンセス プリンセスなど。ソフィー・マルソーの舞台作品への音楽提供など日本国外の演出家との作品制作もある。
2010年から筑波大学のメッセージソング「IMAGINE THE FUTURE.」の作曲、編曲や講義を行うなど、母校のブランディング活動にも携わる。
2020年。曲を提供したコンピレーション・アルバム『環境音楽』が第62回グラミー賞、最優秀ヒストリカルアルバムにノミネートされる。

## 作品

### 舞台作品
山海塾
- 『卵を立てることから—卵熱』 - 初演:1986年（パリ市立劇場）
- 『闇に沈む静寂—しじま』 - 初演:1988年（パリ市立劇場）
- 『常に揺れている場のなかで—ゆらぎ』 - 初演:1993年（パリ市立劇場）
- 『ゆるやかな振動と同様のうちに—ひよめき』 - 初演:1995年（パリ市立劇場）
- 『遥か彼方からの—ひびき』 - 初演:1998年（パリ市立劇場）
- 『かがみの隠喩の彼方へ—かげみ』 - 初演:2000年（パリ市立劇場）
- 『仮想の庭—うつり』 - 初演:2003年（パリ市立劇場）
- 『時のなかの時—とき』 - 初演:2005年12月（パリ市立劇場）
- 『金柑少年』 - 初演:1978年（日本消防会館ホール/リ・クリエーション）、2005年（びわ湖ホール）
- 『降りくるもののなかで—とばり』 - 初演:2008年5月（パリ市立劇場）
- 『あわせ鏡のはざまで—うつし』 - 初演:2008年７月（シャトーバロン国立文化創造普及センター）
- 『二つの流れ—から・み』 - 初演:2010年4月（パリ市立劇場）
- 『歴史以前の記憶—うむすな』 - 初演:2012年9月（リヨン国立オペラハウス）
- 『海の賑わい陸の静寂—めぐり』 - 初演:2015年3月（北九州芸術劇場）
- 『卵を立てることから—卵熱』（リ・クリエーション） - 初演:2018年3月25日（北九州芸術劇場）
- 『薄明薄暮—ARC』 - 初演:2019年3月23日（北九州芸術劇場）
- 『かがみの隠喩の彼方へ—かげみ』（リ・クリエーション） - 初演:2021年5月16日（北九州芸術劇場）
- 『あわせ鏡のはざまで—交差』 - 初演:2022年10月4日（エキリーブル劇場）
- 『TOTEM—真空と高み』 - 初演:2023年3月18日（北九州芸術劇場）
- 『あわせ鏡のはざまで—交差』 - 日本初演:2024年1月25日（つくばカピオホール）

ソフィー・マルソー
- 『UNE HISTOIRE D'AME』 - 初演:2011年11月(Theatre de Rond Point, Paris) 脚本：（イングマール・ベルイマン） 演出：（ベネディクト・アコラ ）

### 映画音楽
- 『ロビンソンの庭』（1987年）ベルリン国際映画祭 Zitty賞 ロカルノ映画祭審査員特別賞受賞作品

### テレビ番組、映像作品
1980年代
- NHK『ウィークエンドセミナー』テーマ（1985年）
- NHK『みんなのうた』
  - 番組テーマ曲（1985年 - ）
  - 「ラジャ・マハラジャー」 歌：戸川純、東京放送児童合唱団（1985年2月 - 3月）
  - 「ポケットの中で」 歌：斉藤由貴（1986年2月 - 3月）絵：やなせたかし
  - 「神父さんのパイプオルガン」 歌：アグネス・チャン、東京放送児童合唱団（1987年4月 - 5月）
- NHK特集『地球大紀行』（1987年）
- NHK高松放送局『瀬戸大橋ウォッチング』（1988年）
- フジテレビサントリースペシャル『帆船伝説』（1988年）

1990年代
- 日本テレビ『これがグレートヒマラヤだ』（1990年）
- NHK『20世紀の群像』テーマ（1990年）
- NHK『NHKニュース11』『NHKニュース9』（1995-2000年）
- NHK『ハイビジョンアルバム』（1995年）
- 関西テレビ開局40周年記念番組『シベリア虎と森の四季』（1998年）

2000年代
- NHK新潟放送局『きらっと新潟』（2000年）
- NHK『NHKニュース10』（2001年）
- NHK-BS『キーパーソンズ今週の主役』（2002年）
- NHK教育『ニャンチュウといっしょ』（2003年 - ）
- NHK『お元気ですか日本列島』（2003年 - ）
- NHK『週刊経済羅針盤』（2004年）
- NHK-BS2『今日からマ王!』
  - 第1シリーズ （2004年 - 2005年）
  - 第2シリーズ （2006年 - 2007年）
  - 第3シリーズ （2008年 - 2009年）

2010年代
- NHK教育 『ベイビーステップ』
  - シーズン1（2014年）
  - シーズン2（2015年）
- TOKYO MX
  - 『ViVid Strike!』（2016年）
  - 『バミューダトライアングル 〜カラフル・パストラーレ〜』（2019年）

2020年代
- ポケモン竜王戦2020  『津村禮次郎オープニングアクト』音楽制作&踊りのコーディネート（2021年）
- トルコ日本外交関係樹立１００周年記念『あわせ鏡のはざまで—うつし』山海塾イスタンブール公演映像制作（2025年）

### CD・DVD
1980年代
- 『Mineral Composition』 販売元 Edges 40 Vol.2 STRATOSPHERE MUSIC 1984年
- 『裏玉姫 戸川純とヤプーズ』 アルファレコード 1985年
- 『好き好き大好き 戸川純』 アルファレコード 1985年
- 『極東慰安唱歌 戸川純ユニット』 アルファレコード ゲストミュージシャン 高橋幸宏 曲提供 細野晴臣 1986年
- 『卵を立てることから — 卵熱』 山海塾 WAVEレーベル 1986年
- 『映画「ロビンソンの庭」サウンドトラック』 ゲストミュージシャンHamza El Din EMI 1987年
- 『The Miracle Planet NHK特集「地球大紀行」サウンドトラック』 ゲストミュージシャン Gevin Wright&LONDON PHIL HARMONY ORCHESTRA EMI 1988年
- 『ヤプーズ計画』YAPOOS BAIDIS テイチク 1988年
- 『アクアクの夢:A Dream of AKU AKU NHK特集地球大紀行サウンドトラック』 EMI 1988年
- 『キプロス：KYPLOS NHK特集地球大紀行サウンドトラック』 EMI 1988年
- 『闇に沈む静寂ーしじま』山海塾 WAVEレーベル 1988年
- 『大天使のように』YAPOOS BAIDIS テイチク 1988年
- 『Music for The Miracle Planet NHK特集地球大紀行サウンドトラック』 EMI 1989年

1990年代
- 『太陽のまつげ』 EMI 1990年
- 『そっと触れられた表面—おもて』山海塾 WAVEレーベル 1991年
- 『YAPOOS BEST』YAPOOS BAIDIS テイチク 1991年
- 『ダイヤルYを廻せ!』YAPOOS EMI 1991年
- 『OZ』 ビクターエンタテインメント 1992年
- 『常に揺れている場のなかで — ゆらぎ』山海塾 WAVEレーベル 1993年
- 『ゆるやかな振動と動揺のうちに — ひよめき』山海塾 WAVEレーベル 1993年
- 『バスタードオフィシャルサウンドトラック』 ビクターエンタテインメント 1997年
- 『バスタードオフィシャルサウンドトラック2』 ビクターエンタテインメント 1997年
- 『遥か彼方からの — ひびき』山海塾 IO-factory 1998年
- 『東京都葛西臨海水族園』 - 海の音律

2000年代
- 『かがみの隠喩の彼方へ — かげみ』 山海塾 IO-factory 2000年
- 『うつり — 仮想の庭』山海塾 IO-factory 2003年
- 『NHKスペシャル 地球大紀行 DVD BOX』 NHKエンタープライズ 2004年
- 『NHKテレビアニメシリーズ「今日からマ王!」サウンドトラック』BMG 2004年
- 『NHKテレビアニメシリーズ「今日からマ王!」 DVDシリーズ』
  - 第一章 Vol:1-5 Vol:1-6 Vol:1-7 2005年
  - 第二章 Vol:1-6 Vol:1-5 Vol:1-5 2006年
  - OVA Vol:1-5 2007年
  - 第三章 Vol:1-8 Vol:1-6 2009年
- 『NHKテレビアニメシリーズ「今日からマ王!」 サウンドトラック』ビクターエンタテインメント 2009年
- 『時のなかの時—とき』 山海塾 IO-factory 2006年
- 『金柑少年』山海塾 IO-factory 2006年
- 『降りくるもののなかで—とばり』 IO-factory 2009年
- 『遥か彼方からの—ひびき DVD』 山海塾 IO-factory さいたま芸術劇場にて撮影 2009年

2010年代
- 『二つの流れ—から・み 山海塾CD』 IO-factory 2011年
- 『IIMAGINE THE FUTURE〜未来を想え』
  - 歌：青山祐子、中山雅史、山口香准教授ほか　筑波大学広報室DVD 2012年
- 『歴史以前の記憶—うつし 山海塾CD 』 IO-factory 2013年
- 『IIMAGINE THE FUTURE〜未来を想え』
  - 歌：安藤梢・熊谷紗希（なでしこジャパン）ほか　筑波大学広報室DVD 2013年
- 『かがみの隠喩の彼方へ—かげみ 山海塾DVD』 IO-factory 2013年
- 『NHKテレビアニメシリーズ「今日からマ王!」 Blu-ray シーズン1』角川書店 2013年
- 『ドリーミングと音楽会 〜オーケストラとうたうアンパンマンヒットソングス〜 CD』 VAP 2013年
- 『BiS階段』 M1:好き好き大好き avex trax 2013年
- やくしまるえつこ『RADIO ONSEN EUTOPIA』M9:ラジャ・マハラジャー 2013年
- 『IIMAGINE THE FUTURE〜未来を想え』
  - 歌：クリス・ハート 村上ゆきほか　筑波大学広報室DVD 2014年
- 『NHK Eテレアニメ ベイビーステップオリジナルサウンドトラック』 2014年
- サニーデイ・サービス / 『Sunny』 M5:少年の日の夏（ストリングスアレンジ） 2014年
- 『歴史以前の記憶—うむすな 山海塾DVD』 IO-factory 2015年
- 『海の賑わい陸の静寂—めぐり 山海塾CD』 IO-factory 2016年

### 音楽を担当したマルチメディア作品
1990年代
- 『オズOZ』（1992年）樹なつみ原作 ビクター音楽産業ヒット賞受賞

OVA & サウンドトラックCD（ビクターJVC）OVAはJVC、サウンドトラックCDはベルギー、クラムドディスクより ヨーロッパ、アメリカでリリース
- 『イリア』『ゼイラム』（1994年）雨宮慶太原作：（東京国際ファンタスティック映画祭参加作品）

OVA、サウンドトラックCD（ビクターJVC）
- 『グリーンレジェンド乱』（1995年）OVA&サウンドトラックCD（パイオニアLDC）
- 『講談社ティーンズハートコレクション』 折原みとシリーズ（1996年）イメージCD（日本コロムビア）
- 『BASTARD!! -暗黒の破壊神-』（1996年）萩原一至原作 PlayStation/サウンドトラック（ビクターJVC）
- 『B.B.フィッシュ』（1997年）集英社 ヤングジャンプ・コミックスOVA&サウンドトラック（パイオニアLDC）
- CD-ROM『竜馬がゆく』ナレーション：渡辺謙（1998年）

2000年代
- CD-ROM『燃えよ剣』原作：燃えよ剣（2000年）
- 『山海塾 卵熱DVD』プロデュース&制作（2006年）
- 『山海塾「TOKI」』撮影 北九州芸術劇場（2006年）
- 『山海塾「KAGEMI」』撮影 松本芸術劇場（2006年）
- 『山海塾「HIBIKI」』DVD撮影・制作 埼玉芸術劇場（2006年）
- 『山海塾「HIBIKI」』DVDプロデュース、発売（2006年）

2010年代
- 『山海塾「KAGEMI」』DVDプロデュース、発売（2013年）
- 『山海塾「TOBARI」』DVDプロデュース、発売（2015年）
- 『山海塾「UMUSUNA」』DVDプロデュース、発売（2016年）
- 『ViVid Strike! 』Vol.1~4 [Blu-ray]（キングレコード）発売（2017年）
- 『山海塾「MEGURI」』DVDプロデュース、発売（2019年）

### アミューズメントパーク、コンサート
1980年代
- 東京都立葛西臨海水族園（1989年）
- 瀬戸大橋博覧会 四国館（1988年）
- 埼玉博覧会 テーマ館（1988年）
- アジア太平洋博覧会「セゾン館」（1989年）
- 三菱銀行 館内音楽
- 有楽町西武 環境音楽「曙光」（1985年）

1990年代
- パナソニック情報通信システム「TDCバード」「21世紀への序章」（1992年）
- 第48回国民体育大会東四国国体／音楽監督（1992年）
- セゾン美術館「東方への憧憬〜ナポレオンのエジプト史 監修：荒俣宏」（1995年）
- 神奈川県立地球生命の星博物館（1997年）
- 平成10年度全国高等学校総合体育大会音楽監督（1998年）

2000年代
- 吉川洋一郎ソロコンサート「香川県民ホール文化事業」（2000年）
- 資生堂「ZEN」インターナショナルプレゼンテーション 。十文字美信仮設劇場（建築家、安藤忠雄設計）（2001年）
- 十文字美信写真展 「KOSHIRO」（2002年）BUNKAMURAギャラリーにて
- Shantala Shivalingappaソロプロジェクト 音楽提供（2007年）

2010年代
- EKODA de DANCE 2010 日本大学芸術学部 江古田キャンパス新設記念 市原昭仁「L/R」（2010年）

### 著書
- 『オピネルと孔雀の日』 幻冬舎 山海塾ワールドツアー始まりの様子を描いた青春グラフィティー

### テレビコマーシャル
- キユーピー：アヲハタスープ
- ヘレンカーチス：ナチュレーヌ
- 江崎グリコ・アーモンドチョコ、ポッキー
- 清酒黄桜
- 大阪ガス
- ソニー台湾 企業CM
- 積水ハウス
  - 企業CM 出演 宇宙飛行士 毛利衛
  - 街並み参観日
- JT マイルドセブン
- 象印マホービンCM 企業ロゴ（CMの最後に流れるCIジングルは30年近く使用されている）

### ゲーム
- ネクロスの要塞 ASK講談社 1990年
- 提督の決断II コーエー 1993年

## テレビ出演
- NHK「しこく戦後史70年」（2015年11月6日） NHK総合
  - 出演：松本明子、中澤輝

## 講演
- 香川大学教育学部附属坂出小学校創立100周年記念式典講演（2012年）

出演：山地憲治（東京大学名誉教授）、中野美奈子
- T∞-Tsukuba Eight 筑波大学（2013年）[4]

出演：永田恭介（筑波大学学長）、井田寛子（気象予報士、キャスター）、平山素子（筑波大学体育系准教授，コンテンポラリー・ダンサー）他

## 教育
- 筑波大学 芸術専門学群 非常勤講師（2011年 -）創造学群表現学類
- 横浜国立大学にて「音楽教育におけるコンピュータのソフトウェアの導入法」講座を開催（2009年、2010年）[5]
- スタインバーグジャパンの音楽制作ソフトウェアー「Cubase」の教科書DVD「Stenberg TEK LAB DVD」を制作リリース（2005年）